# Суола (Мелдехсинський наслег)
Суола (рос. Суола) — село у Мегіно-Кангалаському улусі Республіки Сахи Російської Федерації.
Населення становить 473 особи. Належить до муніципального утворення Мелдехсінський наслег.

## Історія
Згідно із законом від 30 листопада 2004 року органом місцевого самоврядування є Мелдехсінський наслег.

## Населення
| 2002 | 2010 | 2012 | 2013 | 2014 | 2015 | 2016 |
| ---- | ---- | ---- | ---- | ---- | ---- | ---- |
| 515  | ↘505 | ↘487 | ↘475 | ↘439 | ↗451 | ↗459 |
| 2017 | 2018 |      |      |      |      |      |
| →459 | ↗473 |      |      |      |      |      |